# Parrocchia di Saint George (Grenada)
La parrocchia di Saint George si trova nella parte sud-occidentale dell'isola di Grenada. La parrocchia, il cui capoluogo è anche la capitale del paese St. George's, è la più popolosa e la seconda più estesa.

## Principali centri abitati
- Amber Belair
- Calivigny
- Ka-fe Beau
- L'Anse aux Epines
- Morne Jaloux Ridge
- Saint George's (capoluogo di Grenada)
- Willis